# パソナMIC
パソナMIC（英称：PASONA　MIC, INC.）は、2006年12月1日にパソナの米国法人であるパソナNAと、三菱商事の米国法人である、米国三菱商事会社が米国シカゴに設立した合弁会社。日系企業の一大集積地になっている米国中西部において、主として日系企業向けに、（1）人材紹介、人材派遣、給与計算等の人事関連　(2)経理関連、(3)情報技術関連、（4)物流関連等の総合アウトソーシング事業を行なう。

## 沿革
- 2006年（平成18年）12月1日 - パソナNAと米国三菱商事会社の合弁会社として米国シカゴに設立

## サービスの特徴
- パソナが米国東海岸、西海岸地域で培った人事、経理業務のアウトソーシングサービスのノウハウと、三菱商事の強みである情報技術、物流等の総合サービスを組み合わせた総合アウトソーシングサービスを米国中西部を中心に展開。

## 営業拠点
- シカゴ
- デトロイト
- シンシナティ
- ナッシュビル